# San Franciscos sexdagars
San Franciscos sexdagars var ett amerikanskt sexdagarslopp i bancykling som avhölls i San Francisco – en första upplaga i november 1917 och sedan i ytterligare nio upllagor från 1934 till 1939.

## Podieplaceringar
| År         | Vinnare                        | Tvåa                             | Trea                               |
| 1917 nov.  | Jake Magin Willy Spencer       | Percy Lawrence Lloyd Thomas      | George Cameron Harry Kaiser        |
| 1918- 1933 | ej avhållet                    |                                  |                                    |
| 1934 mar.  | Jack McCoy Piet van Kempen     | Henry O'Brien Cecil Yates        | Franz Duelberg Raoul Larazolla     |
| 1934 maj   | Tony Shaller Charles Winter    | Franz Duelberg Bobby Echeverria  | Fred Spencer Eddy Testa            |
| 1935 mar.  | James Corcoran Piet van Kempen | Henry O'Brien Bobby Echeverria   | Jack McCoy Lew Rush                |
| 1935 maj   | Henry O'Brien Jack Sheehan     | Mike Rodak Jerry Rodman          | Bobby Echeverria Lew Rush          |
| 1936 jan.  | Henry O'Brien Cecil Yates      | Tony Shaller Lew Rush            | Fred Wagner Franz Duelberg         |
| 1937 jan.  | Jerry Rodman Cecil Yates       | Eddy Testa Freddy Zäch           | George Dempsey Robert Walthour Jr. |
| 1937 jun.  | George Bollaert Jack McCoy     | Albert Sellinger Oscar Sellinger | Harvey Black Joe Devito            |
| 1938 feb.  | Douglas Peden William Peden    | Jerry Rodman Gérard Debaets      | Russell Allen Henry O'Brien        |
| 1939 mar.  | Gustav Kilian Heinz Vopel      | Henry O'Brien Tino Reboli        | Fred Ottevaire Jules Audy          |